# 納國棟
纳国栋（1717年—？），后改名为国梁，字隆吉，一字丹中，号笠民，哈达纳喇氏，满洲正黄旗人。雍正乙卯科举人，乾隆丁巳科进士。

## 生平
由翰林院庶吉士官詹事府左春坊左庶子，吏部考功司掌印郎中，甘肃兰州府河桥同知，乌鲁木齐同知，广西平乐府知府，贵州粮储道、按察司按察使。晋封光禄大夫，著有《澄悦堂诗集》十四卷行世。

## 家庭
兄弟國柱，乾隆乙丑进士；子特克慎，乾隆己丑进士；孙玉麟，乾隆乙卯进士；堂亲普保，嘉庆辛酉进士；玄孙伊金泰，咸丰五年乙卯科举人；元孫繼曾，光绪乙未进士。